# Deggingen
Deggingen è un comune tedesco di 5 664 abitanti, situato nel land del Baden-Württemberg.